# 1988 în informatică
- 1987 în informatică — 1988 în informatică — 1989 în informatică

1988 în informatică a însemnat o serie de evenimente noi notabile:

## Premiul Turing
- Ivan Sutherland